# Siete Aguas
Siete Aguas (valencianisch: Setaigües) ist eine Gemeinde (municipio) mit 1.279 Einwohnern (Stand: 2024) in der spanischen Provinz Valencia. Sie befindet sich in der Comarca Hoya de Buñol. 

## Geografie
Siete Aguas liegt etwa 40 Kilometer westlich von Valencia in einer Höhe von ca. 700 m.

## Demografie
| 1900 | 1930 | 1950 | 1970 | 1981 | 1991 | 2001 | 2011 | 2021 |
| ---- | ---- | ---- | ---- | ---- | ---- | ---- | ---- | ---- |
| 1853 | 1506 | 1367 | 1385 | 1375 | 1076 | 1192 | 1486 | 1183 |

## Sehenswürdigkeiten
- Johannes-der-Täufer-Kirche (Iglesia de San Juan Bautista)
- Blasiuskapelle

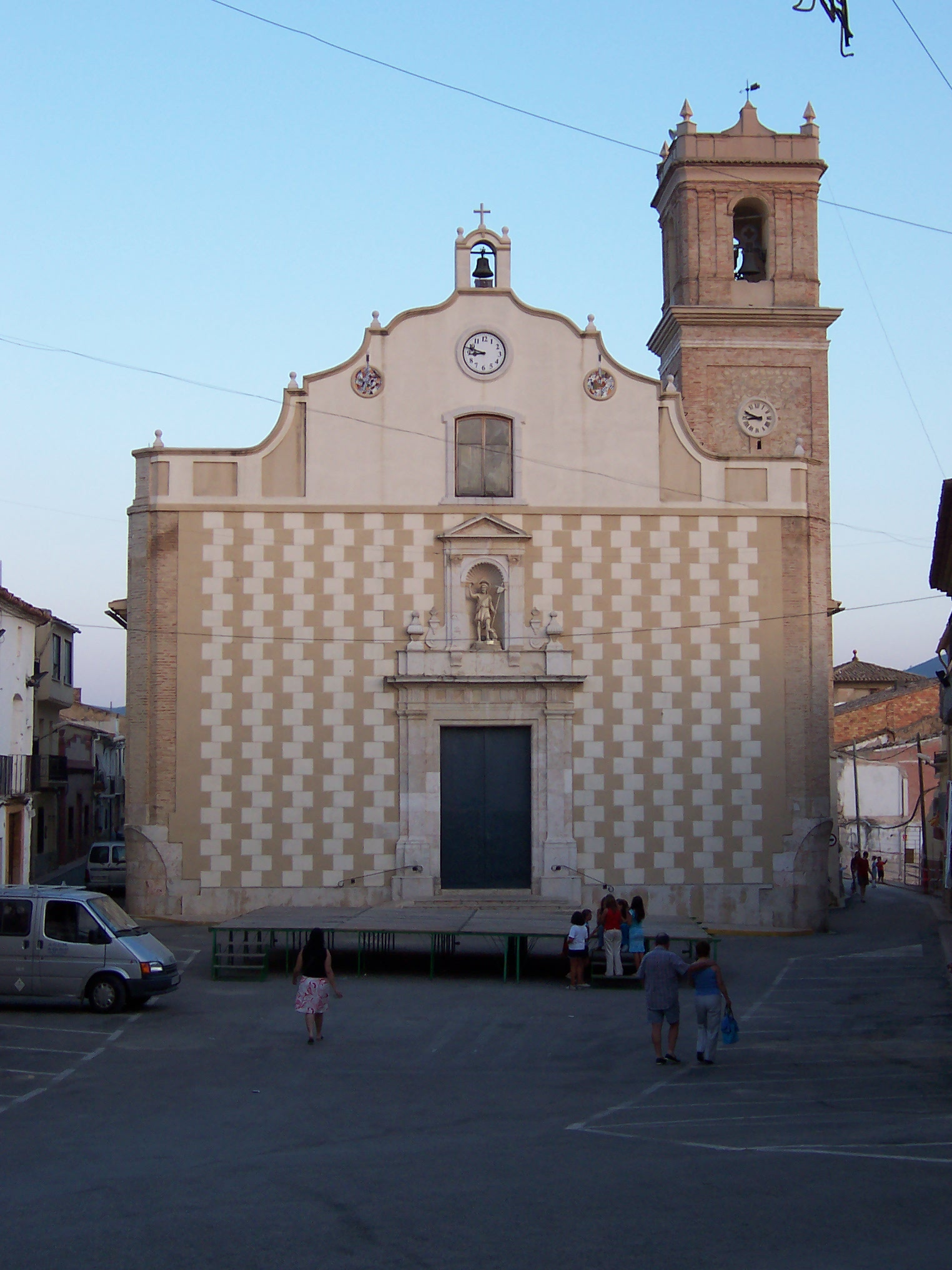
Johannes-der-Täufer-Kirche
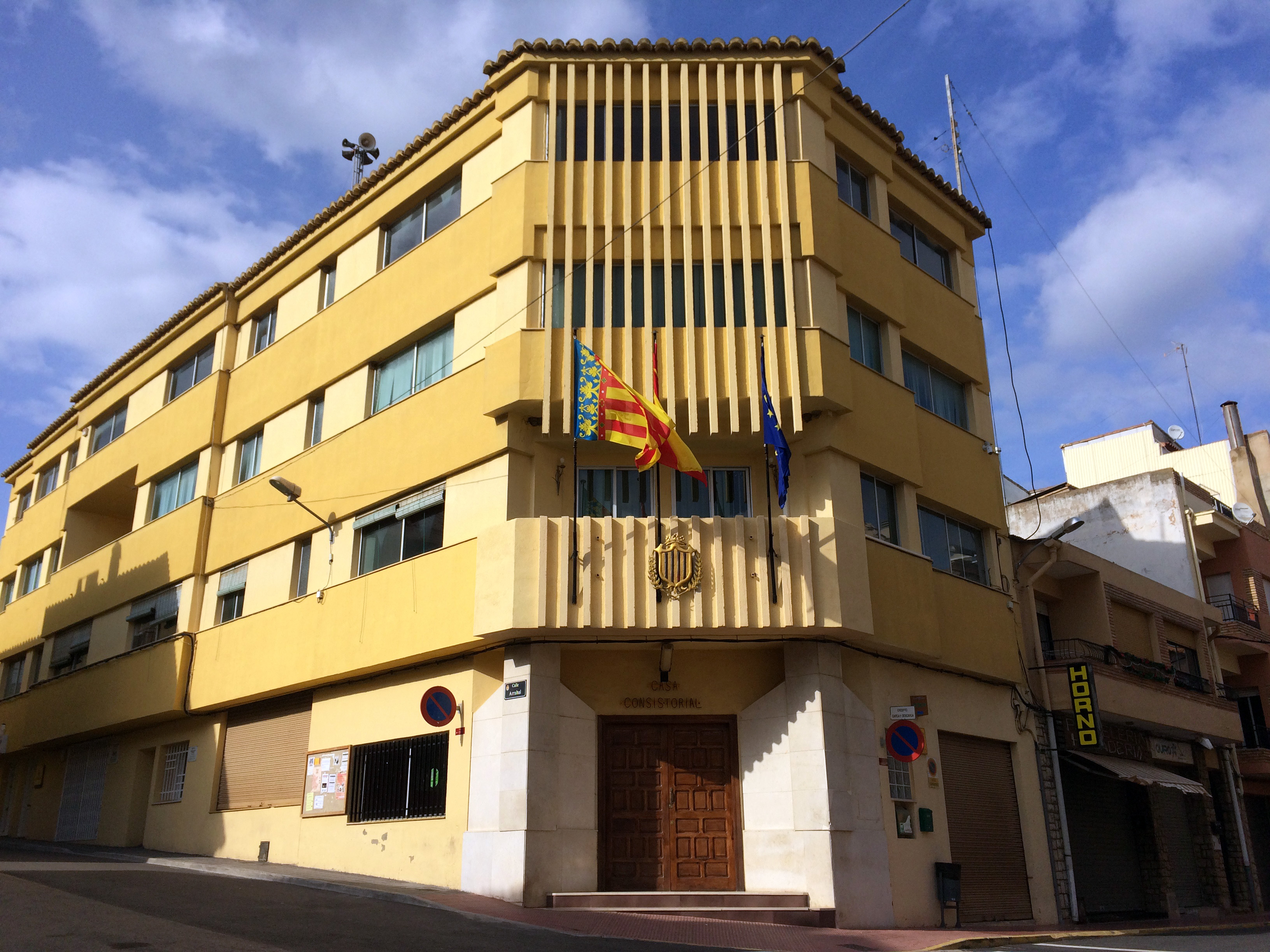
Rathaus